# 衡阳湘江公铁大桥
衡阳湘江公铁大桥，也称衡湘公铁大桥、湘江大桥，是位于中国湖南省衡阳市的一座跨越湘江的公铁两用桥，由方秦汉设计。该桥公路桥位于上层，连接桥西侧的大庆路与桥东侧的广东路；铁路桥位于下层，承载湘桂铁路，为单线非电气化铁路，上行方向为衡阳站，下行方向为衡阳西站，中点里程为K4+047。该桥曾是连接衡阳市江东与江西的唯一桥梁，也曾是中国西南地区铁路交通的咽喉。
湘江公铁大桥是中华人民共和国成立后的第一座湘江大桥，也是湖南省第一座公铁两用桥。该处的桥梁最早开工于1937年，其后被炸毁，连带便桥，数次重修，建设方案屡屡更易。现在的桥梁开工于1955年9月5日，并于1957年建成，翌年通车。

## 历史

### 第一次建造与炸毁
此处的湘江大桥最于1937年动工，翌年10月仅建好数个桥墩，就因资金不足停工。后由于要联通粤汉、湘桂两铁路，在其上游380米处修建便桥。该便桥全长351.4米，于1939年建成。然而该桥桥面标高比湘江最高洪水位还要低，遂累遭洪水，交通经常中断，最长的一次达五个月之久，又屡毁屡建。1942年12月又决定续修正桥，翌年8月开工，设计为公铁两用桥，但铁路和公路位于同一桥面。建桥本需60.2米的下承华伦式钢梁7孔，后由于广州被日军攻陷，只运到6孔，其余1孔滞留香港。后只得修改建筑方案，成为一8孔桥，长427米，两岸均有公路引桥，总共耗资法币166.62万元。此桥于1943年底竣工，翌年元旦通车。
后遭遇衡阳保卫战，1944年6月24日，驻守的国军为防止日军从此桥渡过湘江，在日军抵达衡阳前将该桥炸毁，毁坏两个桥台、四个桥墩，钢梁坠入湘江。此距桥梁竣工通车不到半年。

### 第二次建造未果
抗日战争胜利后，政府考虑重修该桥。湘江大桥桥工处于1947年10月成立，负责该桥的修复工作。翌年9月10日，只修复墩台的30%，因资金、材料短缺，正桥停工，又决定修复便桥。后至当年10月，资金仍旧无着，又改建轮渡码头。码头于当年12月建成启用。

### 第三次建造
1949年10月，中国人民解放军占领衡阳，为加速进军广西，在铁道部前进指挥所的指挥下，衡阳铁路管理局和铁道兵团3支队利用原便桥桥墩，架设军用梁建桥，并于当年12月28日建成，翌日通车，限速运行。
便桥建成后，衡阳铁路管理局即策划正桥的修复工作，曾计划按原桥孔跨修复原有结构，后又计划采用双层式简支钢桁梁。后经铁道部审批，采用双层连续梁，7孔钢梁由丰台桥梁厂制造。1954年，广州铁路局第5工程队开始打捞钢梁，并修复桥墩，翌年完成。除5号桥墩毁坏严重不能利用，需要围堰重建外，其余桥墩均可加高重筑。1955年9月5日动工修建。1956年底，两岸的公路引桥竣工。又因承担架梁的大桥工程局忙于武汉长江大桥的建设，湘江公铁大桥延至1957年6月才开始架梁，9月27日钢梁合龙，10月23日公路、铁路桥面完成，12月27日两端铁路铺轨完成。29日试车，30日举行通车典礼。
本桥下层铁路桥全长426.97米，上层公路桥全长643.15米。桥梁由7孔60.5米的下承桁梁组成，其中第1、2及3、4孔为两跨连续梁，5至7孔为三跨连续梁。下层为单线湘桂铁路，右侧有人行道。上层宽10米，有两车道公路，公路宽7米，两侧均有1.5米宽的人行道，两侧有引桥，东岸引桥长130.91米，西岸引桥长85.27米。该桥两端桥头顶端及墩顶标高均高于65.7米，比300年最高水位的62.20米高出3.5米。建设期间共计浇筑混凝土5176立方米，安装钢梁2048吨，总投资510.1万元人民币，其中公路建设的193.55万元由衡阳市出资。
公铁大桥建成后，拆除便桥，如今在枯水季节仍能看到便桥桥墩。

## 现状
由于湘江公铁大桥投入使用超过半个世纪，年久失修，且标准较低，已经难以适应现时的交通要求，另由于车流量大，桥梁发生一定程度的损耗。除对该桥进行修缮外，近期也建成了或正在兴建其他桥梁以分别分担其公路、铁路交通压力。

### 维修
由于公路桥运载负荷大，路面多处坑洼，2005年4月2日21时至次日6时对桥面进行抢修，主要是用沥青填补坑洼处。
由于多年的超负荷运载，2008年9月28日，中铁二十五局集团第二工程有限公司针对桥梁多处病害进行维修，涉及铁路既有线封锁施工和公路封闭作业，工期仅115天。12月29日加固维修工程完工。
因东头引桥年久失修，2010年11月10日起对公铁大桥进行半封闭维修，维修路段长340米，宽14米。公路桥改为自西向东单向通行，共计9条公交线路进行调整。11月30日竣工。

### 新建桥梁分流
公铁大桥公路桥桥面窄，车道少，通行能力差，即使非高峰期也容易拥堵，成为衡阳市东西两部分的交通瓶颈，故衡阳湘江二桥、三桥先后建成通车，以缓解大桥压力。2009年7月8日开工的衡州大道跨湘江大桥，紧贴公铁大桥南侧（上游），全长2.62公里，其中跨越湘江的主桥493米，宽27.5米。该桥已于2011年12月27日合龙，建成后有望极大地分担公铁大桥的交通压力。
公铁大桥铁路桥目前承载单线非电气化的湘桂铁路，由于湘桂铁路进行扩能改造，但旧桥无法承载双线铁路，且未预留电气化条件，故2009年6月起新建湘桂铁路湘江大桥。该桥紧贴湘江三桥，全长2979米。该桥已于2011年12月4日合龙，建成后将改变原有湘桂铁路标准低、设备落后的状况，并代替公铁大桥承担所有客运列车过江。

### 火车出水事件
2009年12月1日，在修建衡州大道跨湘江大桥（该桥位于公铁大桥南侧6米）时，施工方在江中打捞出一节已经锈蚀严重的火车货车车体，由于出水位置离公铁大桥及其便桥都很近，一些衡阳市民估计与公铁大桥上游的桥墩（即便桥所在处）有关，施工方则估计是1950年代修建公铁大桥的桥墩时推入江中作围堰之用。但是公铁大桥的设计者方秦汉否认围堰一说。另外，市民何文耀表示，衡阳保卫战爆发之前，国军衡阳守军将两节装满炸药的火车车厢推至大桥中央引爆，炸毁大桥，打捞出的火车应是炸桥后坠落江中的装载炸药的火车。